# Ann Eliza Smith

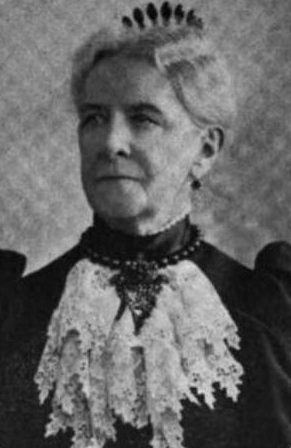
Ann Eliza Smith, 1901

Ann Eliza Smith (* 7. Oktober 1819 in St. Albans, Franklin County (Vermont); † 6. Januar 1905 ebenda) war eine US-amerikanische Autorin.

## Leben
Ann Eliza Smith wuchs als ältestes Kind von US-Senator Lawrence Brainerd und Fidelia B. Gadcombe gemeinsam mit ihren elf Geschwistern, von denen sechs im Kleinstkindalter starben, in St. Albans auf. Dort erhielt sie Hausunterricht und neben einer klassischen Ausbildung wurde sie auch in Haushaltsführung unterwiesen.
Am 27. Dezember 1843 heiratete sie den Rechtsanwalt J. Gregory Smith, der 1863 Gouverneur von Vermont wurde. Zusammen mit ihrem Mann und den Kindern George Gregory, Edward Curtis, Lawrence Brainerd (im Kindesalter gestorben), Annie Brainerd, Julia Brainerd und Helen Lawrence lebte sie in The Towers, ein imposantes um 1852 erbautes Haus mit mehr als 40 Zimmern an der Kreuzung zwischen Smith Street und Congress Street, das 1890 durch einen Brand zerstört wurde. Einer der Söhne, Edward Curtis Smith, wurde später Gouverneur des Bundesstaates Vermont.
Während der Amtszeit von Reverend Jeremiah E. Rankin 1857 bis 1863 engagierte Ann Eliza Smith sich zusammen mit ihrem Mann und ihren Eltern neben weiteren Kirchenmitgliedern der First Congregational Church of St. Albans in der Underground Railroad, einem informellen Netzwerk von Gegnern der Sklaverei, das Sklaven auf der Flucht aus den Südstaaten der USA nach Norden, z. B. in das sicherere Kanada mit geheimen Routen, Schutzhäusern und Fluchthelfern Unterstützung gewährte.
Bekanntheit erlangte Ann Eliza Smith neben ihrer schriftstellerischen Tätigkeit auch durch ihr Handeln im Amerikanischen Bürgerkrieg während des St.-Albans-Vorfalls (engl. St. Albans Raid) am 19. Oktober 1864, bei dem etwa 20–30 Angehörige der konföderierten Armee mehrere Banken des Ortes ausraubten. Sie verteidigte ihr Haus, das niedergebrannt werden sollte, und ihre Familie vor Übergriffen und beteiligte sich an der Bewaffnung der Männer vor Ort. Für ihren Mut und ihre Besonnenheit wurde sie von Adjutant-General von Vermont Peter T. Washburn in den Stand eines Lieutenant-Colonels im Brevet-Rang erhoben.
Sie war ehrenamtlich tätig, so als Präsidentin des Waisenhauses Warner Home for Little Wanderers seit seiner Gründung und als Lehrerin in der Sonntagsschule. 1876 war sie Präsidentin des für die Ausstellung  bei der Centennial Exhibition in Philadelphia zuständigen Gremiums der Vermonter Frauen. Daneben unternahm sie weite Reisen innerhalb Amerikas und darüber hinaus.
Ann Eliza Smith starb am 6. Januar 1905 und wurde auf dem Greenwood Cemetery, South Main Street, in St. Albans beigesetzt.

## Literarisches Werk

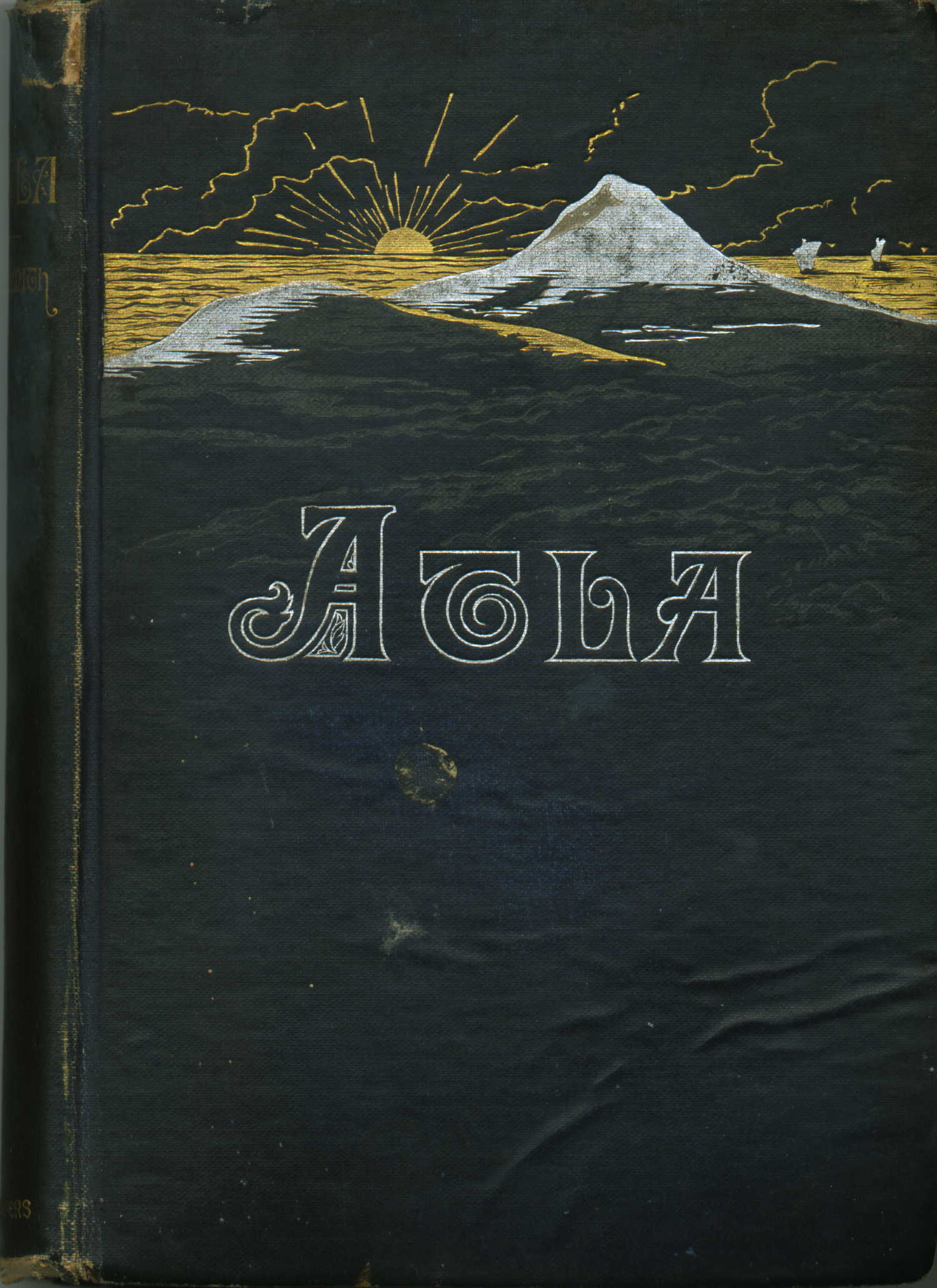
Cover von Atla, veröffentlicht 1886

Ann Eliza Smith schrieb unter dem Namen Mrs. J.G. Smith oder anonym historische Romane, Fantasy-Literatur, Gedichte und theologische und philosophische Essays. Ihre Reiseberichte wurden regelmäßig im  St. Albans Messenger veröffentlicht.
- 1886: Atla (Roman), eine Fantasy-Erzählung über die Entdeckung der Zivilisation von Atlantis durch die Phönizier
- 1883: Selma (Roman), eine Liebesgeschichte zur Zeit der Wikinger
- 1878: Seola (Roman), Lee and Shepard, New York, Charles T. Dillingham (Hrsg.), neu verlegt 1924 durch die „Bible Students“ (später Jehovas Zeugen) unter dem Titel Angels and Women. Seola spielt in der Zeit vor der Sintflut und ist als Tagebuch einer Frau namens Seola geschrieben, der Frau von Noahs drittem Sohn Jafet.[13]
- 1876: From Dawn to Sunrise Essay-Sammlung, die die historischen und philosophischen religiösen Vorstellungen der Menschheit behandelt

Ihre Schriften befinden sich im St. Albans Museum, die Korrespondenz mit ihrem Ehemann im Besitz der Vermont Historical Society.